# Bill Peduto

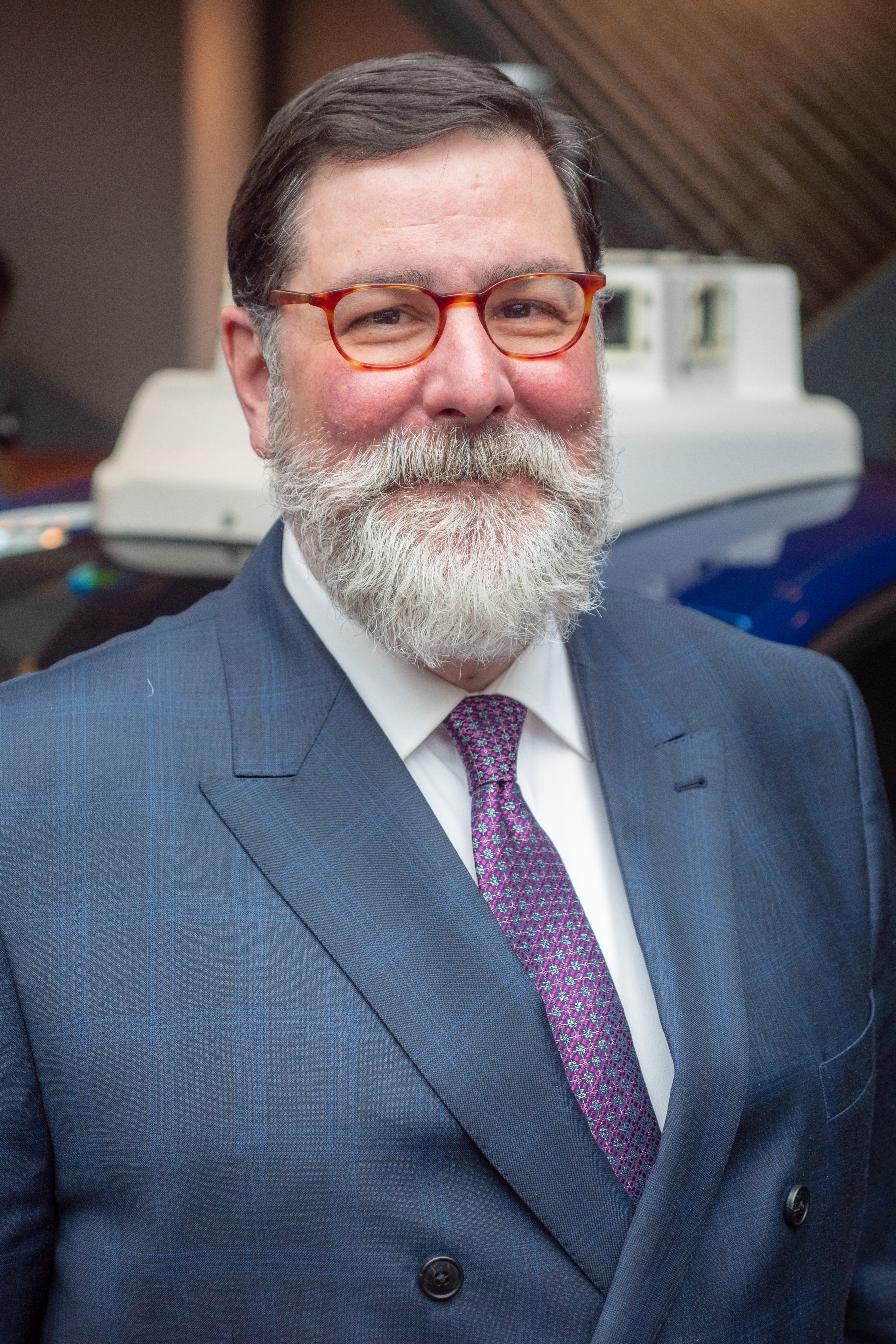
Bill Peduto (2019)

William Mark „Bill“ Peduto (* 30. Oktober 1964 im Scott Township, Allegheny County, Pennsylvania) ist ein US-amerikanischer Politiker der Demokratischen Partei. Seit dem 6. Januar 2014 ist er der 60. Bürgermeister von Pittsburgh. Vor seiner Zeit als Bürgermeister saß Peduto bereits seit dem 7. Januar 2002 im Stadtrat von Pittsburgh.

## Leben
Bill Peduto wuchs in Bridgeville, einem Vorort von Pittsburgh, auf und schloss dort im Jahr 1983 die Highschool ab. Er studierte danach Politikwissenschaften an der Carnegie Mellon University und an der Pennsylvania State University, das Studium brach er jedoch ab, bevor er den Bachelorabschluss erlangen konnte. Diesen holte er 2007 nach, später erlangte Peduto noch einen Masterabschluss an der University of Pittsburgh. Ab den 1990er-Jahren war Peduto als Politikberater tätig. 1992 war er Berater des damaligen Vizegouverneurs von Pennsylvania, Mark Singel. 1996 war Peduto Leiter des Wahlkampfteams von Dan Cohen, der um einen Sitz im Repräsentantenhaus der Vereinigten Staaten kandidierte.
2001 bewarb Bill Peduto sich nach dem Rücktritt Cohens um dessen Sitz im Stadtrat von Pittsburgh. Er wurde gewählt und übernahm damit am 7. Januar 2002 den vakanten Sitz Cohens. Im Stadtrat vertrat Peduto den achten Wahlbezirk, der den Stadtteil East End umfasste. 2005 und 2009 wurde er jeweils bestätigt. Im Jahr 2005 gab Peduto seine Kandidatur für die Bürgermeisterwahl in Pittsburgh im gleichen Jahr bekannt, er verlor die parteiinterne Vorwahl jedoch gegen Bob O’Connor. Nach Connors Tod im Jahr 2006 wurde zunächst Luke Ravenstahl Interimsbürgermeister von Pittsburgh. In der Wahl 2007 wollte Peduto ursprünglich gegen Ravenstahl antreten, er beendete seine Kampagne jedoch bereits vor der Vorwahl, da er sich vermutlich nicht gegen Ravenstahl hätte durchsetzen können.
Im Dezember 2012 gab Peduto seine Kandidatur für die Bürgermeisterwahl in Pittsburgh im folgenden Jahr bekannt. Unterstützt wurde Peduto unter anderem von Rich Fitzgerald, dem County Executive des Alleghany County. Gleichzeitig gab Peduto auch bekannt, im Jahr 2013 nicht mehr für den Stadtrat zu kandidieren. Bei der Vorwahl der Demokraten am 21. Mai 2013 setzte sich Peduto mit 52 Prozent der Stimmen gegen Jack Wagner, der 40 Prozent der Stimmen erhielt, und mehrere weitere Kandidaten durch. Im November 2013 setzte sich Peduto schließlich mit 84 Prozent der Wählerstimmen gegen den Republikaner Joshua Wander und den unabhängigen Kandidaten Lester Ludwig durch. Am 6. Januar 2014 wurde Bill Peduto als Bürgermeister vereidigt. Im Dezember 2014 nahm Peduto an der amerikanischen Ausgabe der Fernsehsendung Undercover Boss teil.
Am 14. Dezember 2016 gab Bill Peduto bekannt, das er sich für eine zweite Amtszeit als Bürgermeister von Pittsburgh bewerben werde. Nachdem er sich in der Vorwahl gegen zwei parteiinterne Konkurrenten durchsetzen konnte, wurde er am 7. November 2017 ohne Gegenkandidaten mit 96 Prozent der Stimmen wiedergewählt.